# Imaginifer

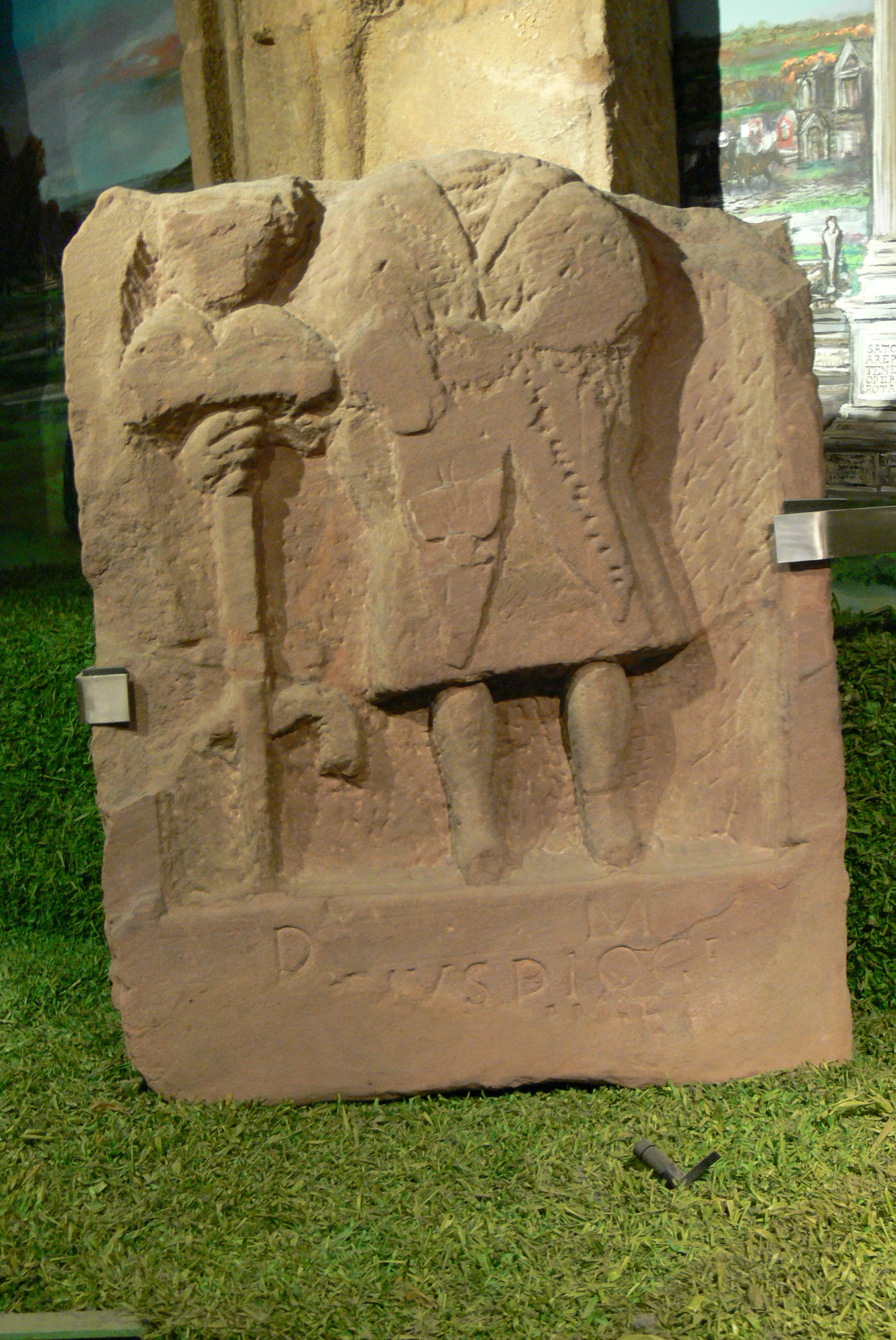
Lápida de Aurelius Diogenes, imaginifer. Inscripción: D:M:AV(re)LIUS:DIOGENES:IMAGINIFER ("A los espíritus de los difuntos, Aurelius Diogenes, portaestandarte"). Museos Grosvenor, Chester, Inglaterra.

El imaginifer era una clase de signifer que en tiempos del Imperio romano portaba la imago - la imagen - del emperador. Este cargo fue establecido a partir de la implantación del culto imperial durante el reinado de César Augusto. La imago era un retrato tridimensional del emperador hecho de metal labrado que portaba sólo la cohorte principal.